# MBC Carpentras Comtat Venaissin
 (juillet 2024).
Le MBC Carpentras Comtat Venaissin est un club amateur français de Moto-Ball basé à Carpentras dans le Vaucluse.
Le club est l'un des 6 clubs du département du Vaucluse, et l'un des 13 clubs français. L'équipe sénior évolue dans le Championnat de France Élite 1 et l'équipe U18 en Championnat de France U18.

## Histoire
Né en 1990 sous l'impulsion d'un joueur du Racer Moto-Ball Carpentras (ancien club de la ville) René Pons, le Moto-Ball Club Carpentras connait ses premières réjouissances en 1994 avec un titre de Champion de France Élite 2 et une accession au Championnat Élite 1 pour la première fois. Installé au Stade des Galères, situé sur le Hameau de Serres, les Rouges et Noirs connaissent une relégation en Élite 2 en 2001 avant de remonter en Élite 1 l'année suivante avec 2 nouveaux titres. Après une période de 15 ans sans titres en Élite 1 malgré deux titres de Champion de France U18 en 2010 et 2011 ainsi que 2 Finales de Coupe de France en 2009 et 2012, le MBCC est récompensé en 2017 avec le premier titre de Champion de France Élite 1 de son histoire et ensuite une victoire dans le Trophée des Champions. Les Rouges et Noirs ajoutent une dernière ligne a son palmarès en 2018 avec la première Coupe de France du club ainsi qu'une Coupe de France U18.
Le club comtadin aura vu de nombreux joueurs internationaux évoluer dans ses rangs : Ludovic Nuzzo, Stéphane Fraysse, Gregory Granjon, Gilles Soleilhac, Davy Sbardellotto, Jason Nuzzo, Romain Flandin, David Ferriere...
Le 16 et 17 mars 2024, le MBC Carpentras Comtat Venaissin organise la première édition du tournoi international de Moto-ball à Carpentras regroupant le MBC Neuville et son voisin allemande du Taifun-Morsch,. La compétition a vue le  le MBC Neuville champion de France en titre, soulever le trophée. Les Poitevins ont renversé le MBC Carpentras en finale.

## Palmarès[5]

### Élite 1
- Championnat de France Elite 1 : 1947, 1961, 1962, 2017
- Coupe de France : 1948, 1950, 1951, 2018, 2021, 2023[6],[7]
- Trophée des Champions Elite 1 : 2017

### Élite 2
- Championnat de France Élite 2 : 1994, 2002
- Trophée de France : 2002

### U18
- Championnat de France U18 : 2010, 2011
- Coupe de France U18 : 2018
- Championnat de Ligue de Provence U18 : 2018, 2022

## Club

### Mécaniciens
| Formation |                 |                  |
| --------- | --------------- | ---------------- |
| Elite 1   | Franck Chaumard | Marc Figoni      |
| U18       | Yoann Ferrer    | Sebastien Candel |

### Bureau
| Fonction         | Nom                               |
| ---------------- | --------------------------------- |
| Président        | Christophe Bartolo                |
| Vices Présidents | Didier Mourgeon/Dominique Gontard |
| Trésorerie       | Christine Figoni                  |
| Secrétariat      | Josette Mourgeon                  |